# Only Teardrops
"Only Teardrops" er en sang sunget af den danske sangerinde Emmelie de Forest fra hendes debutalbum af samme navn. Sangen vandt Dansk Melodi Grand Prix 2013 og blev dermed udvalgt til at repræsentere Danmark ved Eurovision Song Contest 2013 i Malmø, hvor sangen vandt med 281 point. Sangen er skrevet af Lise Cabble, Julia Fabrin Jakobsen og Thomas Stengaard. Den er produceret af Frederik Thaae.

## Baggrund
"Only Teardrops" var Lise Cabbles 12. sang til Dansk Melodi Grand Prix i perioden 1995-2013, og det var tredje gang, hun vandt. Første gang var i 1995, hvor Aud Wilken fremførte "Fra Mols til Skagen" og i 2011, hvor A Friend in London vandt med "New Tomorrow". Begge sange havnede i top fem ved Eurovisionen.
Kontakten fra sangskriverne til Forest skabtes gennem Anders Fredslund-Hansen fra selskabet Good Songs Publishing der havde formidlet flere grand prix-sange. Sangen blev indspillet i august 2012. Igennem næsten to og en halv måned i slutningen af 2012 var Forest ramt af en sygdom, der alvorligt påvirkede hendes stemmebånd.
I december 2012 fik folkene bag sange at vide, at de var udtaget til Dansk Melodi Grand Prix 2013. Da de ti deltagere til konkurrencen blev afsløret i DR Byen den 16. januar 2013, blev Cabble spurgt, hvad der skulle til for at vinde:
| „ | Bare jeg havde en hemmelig vinderopskrift. Det handler vel egentlig bare om at prøve at lave noget genkendeligt, der samtidig virker nyt. | “ |
|   | — Sangskriver Lise Cabble (16. januar 2013)                                                                                               |   |

## Tekst
Teksten handler om to stridende parter. Umiddelbart kunne man tro, at der er tale om et elskende par, der oplever en krise, og titlen og det gentagede "kun tårer" ("only teardrops") er kvindens sorg. Der er dog ikke elementer i teksten, der udtrykkeligt angiver dette. I stedet kan teksten læses som en antikrigssang, for eksempel en kommentar til konflikten mellem israelerne og palæstinenserne. Kristen Bjørnkjær kaldte sangen elegisk og mente, at når der i første vers blev sunget "The sky is red tonight" ("himlen er rød i nat"), så var der ikke tale om en "uskyldig aftenrødme i solnedgangen", men en himmel farvet af blod.
Forud for Dansk Melodi Grand Prix 2013 beskrev Forest selv teksten til "Only Teardrops" med ordene: "Man får noget at tænke over: hvordan vi behandler hinanden og verden. Den er melankolsk, men giver også håb for fremtiden.
Teksten er fuld af spørgsmål, men ingen af dem besvares egentlig, kun med ordene fra titlen "only teardrops". Med baggrund i de mange ubesvarede spørgsmål kaldte litteraturanmelder Lars Bukdahl teksten for "forvirrende". Han mente endvidere, at det triste og gråmelerede i teksten stod i kontrast til musikken, og at det var en "sølle poetisk tekst".
En af sangens bagmænd, Thomas Stengaard, forklarede, at forfatterne ønskede at "lave et stort positivt budskab om fællesskab", der var i ånd med årets slogan "We are one". Sangen var et fredsbudskab og handlede om at "droppe konflikterne og øje-for-øje-tankegangen, som kun fører tårer med sig". Han forklarede, at det stod lytteren frit for at fortolke sangen; at den kunne handle om konflikter i verden eller problemer i et parforhold.
Det danske bidrags tekst kunne give visse mindelser om det russiske bidrag til Eurovision Song Contest samme år, Dina Garipovas "What if".  "What if" var et produkt fra den svenske popindustri og var i lighed med det danske bidrag en engelsksproget sang med et fredsbudskab, hvor mange vers var formet som spørgsmål sunget af en kvinde. Begge tekster indeholdt også en opfordring: "lad fortiden bag os" ("Let’s leave the past behind us") og "lad os forenes og lave en forandring"  ("Let’s unite and make a change"). Fremførelsen var dog væsentligt forskellig fra "Only Teardrops", idet det russiske bidrag var udformet som en  fredsballade. Et andet element, der skilte den danske sang ud, var fokusset på negativitet. Mens det russiske bidrag brugte positivt ladede ord og fraser som "styrke til at beslutte", "tro", "åbne døre", "åbne arme", så benyttede det danske bidrag overvejende negativt ladet ord og fraser: "ingen ledestjerne", "rive fra hinanden", "skam", "så hårdt", "bryder regler", "kamp" og "tårer".

## Musik
Før det danske Melodi Grand Prix beskrev Forest sangen som "en rigtig god melodi, og et godt tempo". Det centrale tema i musikken forekommer i begyndelsen af omkvædet og i variation spillet af en tinwhistle.  Gaffa skrev i deres anmeldelse, at dets  "million-dollar-omkvæd" "sidder fast i hovedet efter et enkelt lyt". Der er tale om et pentatonisk tema, som minder tæt om et tema, der forekommer i den hollandske gruppe K-otics hit "I surrender".
Trods fredsbudskabet i teksten er musikken ikke formet som en vanlig strygerdomineret fredsballade i stil med det russiske bidrag "What if" eller den tyske vinder fra Eurovision Song Contest 1982, Nicoles "Ein bißchen Frieden". "Only teardrops" lader snarere slagtøj dominere.
Arrangementet med tinwhistle og slagtøj har fået folk til at høre en skotsk tone i musikken. Jørgen de Mylius mente også at kunne høre, at sangen havde "lidt orientalsk over sig". Thomas Stengaard udtalte, at de som sangskrivere var ret bevidste om, at sangen skulle have noget, "som ville virke på en scene", og forklarede, at fløjten var en gimmick, som kunne gøre, at folk huskede sangen, mens trommerne skulle tilføre storladent "power", "som sådan en grand prix-sang skal have". De var også bevidste om at tilføre sangen irsk "vibe" og et balkan-agtigt element.
Forests fremføring af sangen fik også kommentatorer til at sammenligne hendes stemme med Shakiras. Thomas Stengaard mente, at hendes stemme havde "det der knæk, der gør den unik".
Senere kaldte han det et "keltiske, Cranberries-agtige knæk".

## Dansk Melodi Grand Prix
"Only Teardrops" blev fremført ved Dansk Melodi Grand Prix i Boxen i Herning den 26. januar 2013. På dagen klagede herningenseren og tidligere minister Helge Sander over kunstnerne:
| „ | Jeg synes, det er ærgerligt, man ikke tager det bedste af det af bedste. Der er fremragende melodier i aften, men jeg tror bare ikke på, de her kunstnere kan gøre arbejdet færdigt. Hvis vi virkelig skulle have haft en chance i Malmø, skulle vi have haft de allerbedste kunstnere. | “ |

Og ydermere var Emmelie de Forest ikke favorit: Både bookmakere og en mindre afstemning i Politiken havde Forests jævnaldrende Simone Egeriis og den fra X Factor 2009 kendte Mohamed Ali som favoritter, dog med Forest ikke langt efter.
"Only Teardrops" blev fremført af den indtil da "totalt ukendte" og barfodede Emmelie de Forest i spraglet hvid kjole med simpel koreografi. På scenen blev hun akkompagneret at to stående trommeslagere og et tremandskor. Trommeslagerne var to medlemmer af gruppen Copenhagen Drummers, Jacob Baagøe og Morten Specht Larsen. Den uniform, de to optrådte i, var fra DR's kostumeafdeling og mindede uheldigvis om en SS-uniform. Efterfølgende fik DR grafikere til at manipulere videoen for at sløre de uheldige signaler på jakken. Det var Jacob Baagøe, der spillede på fløjten. Musikken var singback, men fløjten kom i koreografien så tæt på sangerens mikrofon, at han blev nødt til at spille korrekt. Han havde derfor øvet sig i mange timer på det korte fløjtetema.
Det blev et tæt løb mellem de tre unge deltagere. Fagjuryen gav Mohamed Ali og Emmelie de Forest hver 11 point, mens Simone lå på 8 point. Hvad der gjorde udslaget, var en komfortabel sejr hos seerne på 15 point mod henholdsvis 8 og 7 point til Mohamed Ali og Simone.
Emmelie de Forest beskrev selv oplevelsen af at vinde som "et kæmpe chok" og "ud-af-kroppen-oplevelse".

## Forhåndsfavorit
Umiddelbart efter at "Only Teardrops" var kåret som vinder i Herning, vurderede DR's Ole Tøpholm, at sangen havde gode muligheder for en flot placering i Malmö.
| „ | Denne sang er helt unik både hvad angår melodi, sangstemme og ikke mindst sceneshow. Det er helt nyt land, Danmark bevæger sig ud i med det gennemtænkte sceneshow, fortællingen med trommerne, mystikken og attituden i sangen. Det er slet ikke noget, vi har set i danske bidrag tidligere. Der opstod en gnist, da denne sang gik på, og det var derfor, den vandt. | “ |
|   | — Grand Prix-ekspert Ole Tøpholm (26. januar 2013) |   |

DR's underholdningsdirektør Jan Lagermand  udtrykte sig umiddelbart efter konkurrencen også positivt om sangen, som han fra starten havde håbet ville vinde. Han kaldte den "det fuldstændigt rigtige" og spåede den store chancer internationalt med ordene:
| „ | Jeg tror oprigtigt, at det er den sang, der har størst chance internationalt. Alle numrene var fantastiske, men det her nummer har bare noget unikt, og hun har en nærhed og en tilstedeværelse i rummet, der gør, at vi kommer til at blande os i toppen. | “ |
|   | — DR's Underholdningsredaktør Jan Lagermand. |   |

Den 20. februar 2013, da 17 af de 39 landes bidrag var offentliggjort, vurderede en række bookmakere, at "Only Teardrops" som vinder ville give mellem 3,5 og 5 gange pengene igen og dermed var favorit til at vinde. Nærmeste konkurrent var ifølge bookmakerne Norges bidrag "I Feed You My Love". Sangen var stadig favorit i ugen op til selve konkurrencen, hvor oddset endte helt nede i 1,65. Samtidig vandt sangen den officielle fanklubs afstemning foran San Marino og Norge.

## Sejren i Det Europæiske Melodi Grand Prix
Umiddelbart efter Dansk Melodi Grand Prix udtalte DR's underholdningschef "Jeg tror, at vi kan tage dette show - og det er første gang, jeg har det sådan - og simpelthen bare flytte det til Malmø, for det var så fuldendt, fordi hun er så skøn, som hun er". Der blev da heller ikke ændret særligt ved fremførelsen ved Det Europæiske Melodi Grand Prix i Malmø den 18. maj 2013.
Sangen vandt med 281 point - 47 point foran Azerbaijan på andenpladsen. Til finalen tildeltes sangen topkarakteren 12 point fra otte lande (Italien, Island, Frankrig, Irland, Storbritannien, Serbien, Slovenien og Makedonien). Andre otte lande (Sverige, Holland, Ungarn, Belgien, Estland, Tyskland, Kroatien og Montenegro) gav sangen ti point. Kun et enkelt land (San Marino) gav slet ingen point til Only Teardrops.
Dagen efter sejren blev Emmelie de Forest kørt i åben bus til Tivoli, hvor hun fremførte sangen.

## Ophavsmændene
- Lise Cabble – sangskriver
- Julia Fabrin Jakobsen – sangskriver
- Thomas Stengaard – sangskriver
- Frederik Thaae – producer, keyboard, guitar, trommer, programmering
- Emmelie de Forest – vokalist
- Gunhild Overegseth – støttevokal
- Hans Find Møller – blikfløjte
- Tore Nissen – vokalproduktion

Credits er taget fra Danmarks Radio.

## Trackliste
- Digital download

1. "Only Teardrops" – 3:03

- CD-single

1. "Only Teardrops" – 3:03
2. "Only Teardrops" (instrumental version) – 3:03

Den 6. maj 2013 udkom Emmelie de Forests album Only Teardrops, hvor sangen "Only Teardrops", ifølge Gaffas anmelder, var det "absolut bedste nummer".

## Hitlister og certificeringer
Efter sejren i Dansk Melodi Grand Prix 2013 toppede sangen som nummer to på den danske singlehitliste, men efter sin sejr i det europæiske melodi grand prix fire måneder senere, gik sangen ind på en direkte førsteplads. Sangen debuterede også som nummer 99 på den britiske singlehitliste, på trods af den først vandt det europæiske melodi grand prix fire timer før skæringsdatoen.

### Ugentlige hitlister
| Hitliste (2013)                                  | Højeste placering |
| ------------------------------------------------ | ----------------- |
| Australien (ARIA)                                | 47                |
| Belgien (Ultratip Flanderen)                     | 13                |
| Belgien (Ultratop 50 Vallonien)                  | 36                |
| Danmark (Airplay Top-20)                         | 5                 |
| Danmark (Streaming Top-20)                       | 12                |
| Danmark (Track Top-40)                           | 1                 |
| Finland (Suomen virallinen lista)                | 17                |
| Frankrig (SNEP)                                  | 79                |
| Grækenland Digitale Sange (Billboard)            | 1                 |
| Holland (Dutch Top 40)                           | 15                |
| Holland (Single Top 100)                         | 4                 |
| Irland (IRMA)                                    | 5                 |
| Island (Tonlist)                                 | 2                 |
| Luxembourg (Billboard)                           | 4                 |
| Norge (VG-lista)                                 | 9                 |
| Schweiz (Schweizer Hitparade)                    | 3                 |
| Skotland (Official Charts Company)               | 14                |
| Spanien (PROMUSICAE)                             | 8                 |
| Sverige (Sverigetopplistan)                      | 3                 |
| Storbritannien Singles (Official Charts Company) | 15                |
| Tyskland (Official German Charts)                | 5                 |
| Østrig (Ö3 Austria Top 40)                       | 7                 |

### Certificeringer
| Land (Organisation) | Certificering         |
| ------------------- | --------------------- |
| Danmark (IFPI)      | Platin (download)     |
| Danmark (IFPI)      | 2× Platin (streaming) |

## Udgivelse
| Region   | Dato            | Format           | Pladeselskab |
| -------- | --------------- | ---------------- | ------------ |
| Danmark  | 22. januar 2013 | Digital download | Sony Music   |
| Verden   | 2. maj 2013     | Digital download | Sony Music   |
| Østrig   | 14. juni 2013   | CD-single        | Sony Music   |
| Tyskland | 14. juni 2013   | CD-single        | Sony Music   |
| Schweiz  | 14. juni 2013   | CD-single        | Sony Music   |